# Ahmed Touba
Ahmed Touba (ur. 13 sierpnia 1994 w Roubaix) – algierski piłkarz grający na pozycji środkowego obrońcy. Od 2023 jest zawodnikiem klubu US Lecce, do którego jest wypożyczony z İstanbul Başakşehir.

## Kariera klubowa
Swoją karierę piłkarską Touba rozpoczynał w juniorach takich klubów jak: SV Zulte Waregem (do 2014) i Club Brugge (2014-2016). W 2016 roku awansował do pierwszego zespołu Club Brugge i 1 maja 2017 zadebiutował w jego barwach w pierwszej lidze belgijskiej w zwycięskim 2:1 domowym meczu z SV Zulte Waregem. W debiutanckim sezonie wywalczył wicemistrzostwo Belgii, a w sezonie 2017/2018 - mistrzostwo tego kraju.
Latem 2018 Touba został wypożyczony na pół roku do drugoligowego Oud-Heverlee Leuven. Swój debiut w nim zanotował 8 września 2018 w zremisowanym 1:1 wyjazdowym meczu z Lommel SK.
W 2019 roku Toubę wypożyczono do bułgarskiego Beroe Stara Zagora. Swój debiut w nim zaliczył 21 października 2019 w przegranym 1:2 domowym meczu ze Sławią Sofia. W Beroe spędził rok.
Latem 2020 roku Touba odszedł z Club Brugge i został piłkarzem RKC Waalwijk. W RKC zadebiutował 13 września 2020 w przegranym 0:1 domowym spotkaniu z SBV Vitesse. Zawodnikiem RKC był przez dwa lata.
Latem 2022 Touba został piłkarzem klubu İstanbul Başakşehir. W nim swój debiut zaliczył 8 sierpnia 2022 w wygranym 4:0 domowym meczu z Kasımpaşą.
W 2023 roku Toubę wypożyczono do US Lecce. W Serie A zadebiutował 17 września 2023 w zremisowanym 1:1 domowym spotkaniu z Monzą.
| Sezon   | Klub                | Kraj     | Rozgrywki       | Mecze | Bramki |
| ------- | ------------------- | -------- | --------------- | ----- | ------ |
| 2016/17 | Club Brugge         | Belgia   | Eerste klasse A | 5     | 0      |
| 2017/18 | Club Brugge         | Belgia   | Eerste klasse A | 3     | 0      |
| 2018/19 | OH Leuven           | Belgia   | Eerste klasse B | 9     | 0      |
| 2018/19 | Club Brugge         | Belgia   | Eerste klasse A | 0     | 0      |
| 2019/20 | Beroe Stara Zagora  | Bułgaria | Pyrwa PFL       | 16    | 0      |
| 2020/21 | RKC Waalwijk        | Holandia | Eredivisie      | 32    | 3      |
| 2021/22 | RKC Waalwijk        | Holandia | Eredivisie      | 28    | 0      |
| 2022/23 | İstanbul Başakşehir | Turcja   | Süper Lig       | 24    | 0      |
| 2023/24 | İstanbul Başakşehir | Turcja   | Süper Lig       | 1     | 0      |

## Kariera reprezentacyjna
W swojej karierze piłkarskiej Touba grał w młodzieżowych reprezentacjach Belgii na różnych szczeblach wiekowych. W reprezentacji Algierii zadebiutował 3 czerwca 2021 w wygranym 4:1 towarzyskim meczu z Mauretanią, rozegranym w Al-Bulajdzie. W 2024 roku został powołany do kadry na Puchar Narodów Afryki 2023. W tym turnieju nie rozegrał żadnego meczu.